# Akercocke
Gli Akercocke sono una band progressive death metal inglese.

## Storia
La band fu fondata nel 1997 da Jason Mendonca e David Gray. Ai due si aggiunsero presto Paul Scanlan e Peter Theobalds. Con questa formazione fu pubblicato nel 1999 l'album Rape of the Bastard Nazarene che gli fece ottenere un contratto con la Peaceville Records. Con questa compagnia debuttarono con l'album The Goat of Mendes nel 2001. Nel 2003 fu invece pubblicato Choronzon con la  Earache Records. Paul Scanlan abbandonò la band e fu sostituito da Matt Wilcock. Nel 2005 fu pubblicato Words That Go Unspoken, Deeds that go Undone dopo un tour con i Mortician e i Blood Red Throne.
Il 18 gennaio 2007, Theobalds lascia la band e viene rimpiazzato da Peter Benjamin, proveniente dai Corpsing.
Gli Akercocke, il 28 maggio 2007, pubblicano il loro quinto album intitolato Antichrist, che sarà il loro ultimo album pubblicato con la Earache Records. È stato anche girato un video per la canzone "Axiom", proveniente appunto dal loro quinto album. La band annuncia la separazione nel 2012, per poi riformarsi 4 anni dopo. Un anno dopo esce il sesto album in studio Renaissance in Extremis.

## Formazione

### Formazione attuale
- Jason Mendonça - voce, chitarra
- Matty Wilcock - chitarra (ex-The Berzerker)
- Pete Benjamin - basso, tastiere
- David Gray - batteria (The Berzerker)

### Ex componenti
- Paul Scanlan - chitarra
- Tanya Kemp - voce
- Nicola Warwick - voce
- Vanessa Gray - violino
- Martin Bonsoir - elettronica
- Daniel Reeves - tastiere
- Peter Theobalds - basso

## Discografia
- 1999 - Rape of the Bastard Nazarene
- 2001 - The Goat of Mendes
- 2003 - Choronzon
- 2006 - Words That Go Unspoken, Deeds That Go Undone
- 2007 - Antichrist
- 2017 - Renaissance in Extremis

## Videografia
- The Goat (promo video)
- Horns of Baphomet (promo video)
- Infernal Rites (promo video)
- Leviathan (promo video, 2003)
- Axiom (promo video, 2007)